# Speyside (Trinidad y Tobago)
Speyside es una localidad de Trinidad y Tobago, que forma parte de la parroquia de St. John.

## Geografía
La localidad abarca parte de la isla de Tobago, se encuentra frente a la isla de Little Tobago (para la cual es el punto de partida), 26 km al noreste de Scarborough, con vistas a la bahía de Tyrrel y limita al norte con el mar Caribe, al sur con Top Hill, al este con el océano Atlántico y al oeste con Charlotteville y Campbleton-Charlotteville.
La localidad tiene algunos de los mejores arrecifes de coral de la isla de Tobago, y es una localización popular para el buceo.

## Demografía
Datos demográficos de la localidad de Speyside:
| Gráfica de evolución demográfica de Speyside entre 2000 y 2011 |
|                                                                |